# Fotogramas de Plata al Millor intèrpret de televisió
Els Fotogramas de Plata són uns premis que lliura anualment la revista espanyola de cinema Fotogramas.
Entre les edicions de 1965 i 1989, el jurat dels premis va atorgar un premi únic a la millor interpretació de televisió per part d'un artista espanyol, en el qual s'incloïen tant a actors com a actrius.
A partir de l'edició de 1990, aquesta categoria es desdoblega en:
- Fotogramas de Plata a la millor actriu de televisió
- Fotogramas de Plata al millor actor de televisió

Aquesta és una llista amb els premiats en la categoria de millor intèrpret de televisió.
| Any  | Intèrpret               | Sèrie/Programa de televisió                 |
| ---- | ----------------------- | ------------------------------------------- |
| 1989 | Francisco Rabal         | Juncal                                      |
| 1988 | José Sacristán          | Gatos en el tejado                          |
| 1987 | Javier Gurruchaga       | La bola de cristal/La tarde                 |
| 1986 | Juan Echanove           | Turno de oficio                             |
| 1985 | Verónica Forqué         | Platos rotos                                |
| 1984 | Concha Velasco          | Teresa de Jesús                             |
| 1983 | Ana Diosdado            | Anillos de oro                              |
| 1982 | Charo López             | Los gozos y las sombras                     |
| 1981 | Carmen Maura            | Esta noche                                  |
| 1980 | Ana Belén               | Fortunata y Jacinta                         |
| 1979 | José Luis Balbín        | La clave                                    |
| 1978 | Maribel Martín          | El juglar y la reina                        |
| 1977 | Núria Espert            | Lletres catalanes: Salomé                   |
| 1976 | Adolfo Marsillach       | La señora García se confiesa                |
| 1975 | Charo López             | Cuentos y leyendas                          |
| 1974 | Tip y Coll              | Lo de Tip y Coll                            |
| 1973 | Fernando Fernán Gómez   | Juan soldado                                |
| 1972 | José Luis López Vázquez | La cabina                                   |
| 1971 | Ana Belén               | Estudio 1: Retablo de las mocedades del Cid |
| 1970 | Julieta Serrano         | Teatro de siempre: Antígona/Los veraneantes |
| 1969 | Fernando Fernán Gómez   | La última cinta                             |
| 1968 | Marisa Paredes          | Conjunto de la seva labor                   |
| 1967 | José María Prada        | Conjunto de la seva labor                   |
| 1966 | Irene Gutiérrez Caba    | Tiempo y hora                               |
| 1965 | Antonio Ferrandis       | Tiempo y hora                               |